# Bitka pri Pine's Bridge
Bitka pri Pine's Bridge je bil manjši spopad med ameriško revolucionarno vojno v mestu Yorktown, New York, 14. maja 1781. Rojalistične sile pod poveljstvom Jamesa De Lanceyja so presenetile ameriški obrambni položaj, ki je varoval prehod Pine's Bridge čez reko Croton, in ga je držal Rhode Island polk (ki je imel nekaj črnih vojakov) skupaj z odcepljenimi vojaki Massachusetts Continental Line in New Hampshire Continental Line na severnem bregu reke Croton, pri čemer so ubili in zajeli veliko ameriških vojakov.
Polkovnik Christopher Greene in major Ebenezer Flagg iz Rhode Island Regimenta sta bila ubita v akciji, skupaj z osmimi črnimi vojaki Rhode Island First Regimenta. Greene in Flagg sta bila pokopana v 1. prezbiterijanski cerkvi v bližnjem Yorktownu, kjer njune grobove označuje velik spomenik. Blizu spomenika, drugi kamniti marker in plošča, znana kot Spomenik prvemu Rhode Island Regimentu, časti spomin na osem črnskih vojakov, ki so umrli pri obrambi svojega poveljnika.